# Gran San Salvador de Jujuy
El Gran San Salvador de Jujuy es el aglomerado urbano que tiene como centro a la ciudad de San Salvador de Jujuy, provincia de Jujuy, Argentina. Considerado como tal por INDEC a partir del censo 1980, cuando incluía las ciudades de San Salvador de Jujuy y Yala, el concepto del aglomeración cobró mayor importancia cuando en el censo de 2001 se incorporó la ciudad de Palpalá, que participa con un 16% de la población total.
El área de influencia del Gran Jujuy abarca varias localidades cercanas a lo largo de los ríos Grande y Perico, entre las que sobresale la localidad de  Perico, vinculada mediante una autopista y varias rutas a la urbe principal. El hecho de que el aeropuerto de San Salvador se encuentre sobre esta ciudad refuerza más este concepto.

## Población
Contaba con 278.336 habitantes según el censo 2001, lo que representa un fuerte incremento del 54,54% frente a los 180.102 del censo anterior, en parte por la inclusión de Palpalá en el aglomerado. Esta magnitud la sitúa como la unidad más poblada de la provincia, la tercera más poblada del noroeste argentino y la 16.ª más poblada de la República, tras haber superado al Gran Bahía Blanca y al Gran Paraná en el transcurso de los años 1990.
Para 2009, su población se estima en 305.000 habitantes.
| Componente            | Departamento           | Población (2010) | Población (2001) | Población (1991) | Población (1980) |
| --------------------- | ---------------------- | ---------------- | ---------------- | ---------------- | ---------------- |
| San Salvador de Jujuy | Doctor Manuel Belgrano | 257970           | 231229           | 178748           | 124950           |
| Palpalá               | Palpalá                | 50183            | 45184            | [ 5 ]            | [ 5 ]            |
| Yala                  | Doctor Manuel Belgrano | 1953             | 1923             | 1354             | 663              |
| Total                 |                        | 310106           | 278336           | 180102           | 125613           |